# Арнетт, Джей
Джей Хойлэнд Арнетт (англ. Jay Hoyland Arnette, род. 19 декабря 1938 года) — американский профессиональный баскетболист.

## Биография
Выпускник Техасского университета в Остине, Арнетт был членом сборной США по баскетболу на летних Олимпийских играх 1960 года в Риме, где он завоевал золотую медаль. В 1960 году он был выбран на драфте НБА клубом «Цинциннати Роялз» во втором раунде под общим 9 номером. За клуб он выступал с 1963 по 1965 год, в среднем за игру набирая по 3.7 очка.
В 2010 году олимпийская команда США 1960 года была введена в Зал славы баскетбола.

## Статистика

### Статистика в НБА
| Сезон                                                                                    | Команда    | Регулярный сезон | Регулярный сезон | Регулярный сезон | Регулярный сезон | Регулярный сезон | Регулярный сезон | Регулярный сезон | Регулярный сезон | Регулярный сезон | Регулярный сезон | Регулярный сезон | Серия плей-офф | Серия плей-офф | Серия плей-офф | Серия плей-офф | Серия плей-офф | Серия плей-офф | Серия плей-офф | Серия плей-офф | Серия плей-офф | Серия плей-офф | Серия плей-офф |
| Сезон                                                                                    | Команда    | GP               | GS               | MPG              | FG%              | 3P%              | FT%              | RPG              | APG              | SPG              | BPG              | PPG              | GP             | GS             | MPG            | FG%            | 3P%            | FT%            | RPG            | APG            | SPG            | BPG            | PPG            |
| ---------------------------------------------------------------------------------------- | ---------- | ---------------- | ---------------- | ---------------- | ---------------- | ---------------- | ---------------- | ---------------- | ---------------- | ---------------- | ---------------- | ---------------- | -------------- | -------------- | -------------- | -------------- | -------------- | -------------- | -------------- | -------------- | -------------- | -------------- | -------------- |
| 1963/64                                                                                  | Цинциннати | 48               |                  | 10,4             | 36,2             |                  | 77,8             | 1,1              | 1,5              |                  |                  | 3,8              | 8              |                | 9,9            | 35,5           |                | 87,5           | 1,3            | 1,1            |                |                | 3,6            |
| 1964/65                                                                                  | Цинциннати | 63               |                  | 10,5             | 37,1             |                  | 74,7             | 1,0              | 1,1              |                  |                  | 3,8              | 1              |                | 2,0            | 0,0            |                | -              | 0,0            | 1,0            |                |                | 0,0            |
| 1965/66                                                                                  | Цинциннати | 3                |                  | 4,7              | 16,7             |                  | -                | 0,0              | 0,0              |                  |                  | 0,7              | Не участвовал  | Не участвовал  | Не участвовал  | Не участвовал  | Не участвовал  | Не участвовал  | Не участвовал  | Не участвовал  | Не участвовал  | Не участвовал  | Не участвовал  |
|                                                                                          | Всего      | 114              |                  | 10,3             | 36,5             |                  | 76,0             | 1,0              | 1,2              |                  |                  | 3,7              | 9              |                | 9,0            | 34,4           |                | 87,5           | 1,1            | 1,1            |                |                | 3,2            |
| Наведите курсор мыши на аббревиатуры в заголовке таблицы, чтобы прочесть их расшифровку. |            |                  |                  |                  |                  |                  |                  |                  |                  |                  |                  |                  |                |                |                |                |                |                |                |                |                |                |                |